# 可预测过程
可预测过程是数学中随机过程里的一个概念。如果一个随机过程在某个时刻的取值在这个时刻之前就可能可以知道（可测），那么就称这个过程是可预测过程。

## 定义
设有
- 概率空间{\displaystyle (\Omega ,{\mathcal {F}},\mathbb {P} )}；
- 测度空间{\displaystyle (S,{\mathcal {A}})}，状态空间；
- 有序的指标集{\displaystyle T}： 可以是非负实数集{\displaystyle [0,\infty )}、有限时间集{\displaystyle [0,T_{0}]}或离散时间{\displaystyle \mathbb {N} }；
- σ-代数{\displaystyle {\mathcal {F}}}上的参考族{\displaystyle \mathbb {F} =\{{\mathcal {F}}_{t}|t\in T\}}；
- 随机过程{\displaystyle X:T\times \Omega \to \mathbb {X} =\left(X_{t}\right)_{t\in T}}。

当指标集{\displaystyle T}是（可数的）离散集合，比如{\displaystyle \mathbb {N} }时，{\displaystyle \left(X_{t}\right)_{t\in \mathbb {N} }}是可预测过程当且仅当对任意的{\displaystyle n\in \mathbb {N} }，{\displaystyle X_{n+1}}都是{\displaystyle {\mathcal {F}}_{n}}-可测的随机变量:190。通俗地说，只要完全掌握了这个随机过程在{\displaystyle t=n}时刻的所有信息，那么{\displaystyle t=n+1}时的取值就是确定的:§8.2。
当指标集{\displaystyle T}是（不可数的）连续集合，比如{\displaystyle [0,\infty )}时，{\displaystyle \left(X_{t}\right)_{t\in \mathbb {T} }}是可预测过程当且仅当对任意的{\displaystyle t\in \mathbb {T} }，{\displaystyle X_{t}}都是{\displaystyle {\mathcal {F}}_{t_{-}}}-可测的随机变量。其中的参考族{\displaystyle {\mathcal {F}}_{t_{-}}=\bigcup _{s<t}{\mathcal {F}}_{s}}:§8.2。换句话说，如果知道了随机过程这个随机过程{\displaystyle X}在{\displaystyle t}时刻之前任意时刻的取值，那么几乎必然有{\displaystyle X_{t}=\lim _{s\uparrow t}X_{s}}，也就是说随机过程在一个特定时刻的取值是之前的取值的极限。另一种等价的定义方式是先定义可预测的σ-代数。给定了参考族{\displaystyle \mathbb {F} =\{{\mathcal {F}}_{t}|t\in T\}}后，可以定义{\displaystyle (\Omega ,T)}上的{\displaystyle \mathbb {F} }-可预测σ-代数{\displaystyle \mathbb {F} ^{p}}：它是由所有的左连续并且对每个{\displaystyle t}都可测的过程{\displaystyle Y=Y(\omega ,t)}生成的σ-代数。而一个随机过程是可预测的，当且仅当{\displaystyle X=X(\omega ,t)}作为{\displaystyle (\Omega ,T)}上的随机变量是{\displaystyle \mathbb {F} ^{p}}-可测的:226:171-172。

## 性质
- 任意的左连续适应过程，或者一列左连续适应过程的（概率为1的）极限，都是可预测过程[2]:§8.2。实际上，可预测过程的集合就是所有左连续适应过程生成的σ-代数[1]:226。
- 任意关于可预测过程的可测函数仍然是可预测过程[2]:§8.2。
- 只有在可预测过程上才能定义关于半鞅的积分[2]:§8.2。

### Doob-Meyer分解
可预测过程可以用在分解半鞅过程上。Doob-Meyer分解定理说明，设{\displaystyle X=\left(X_{t}\right)_{t\in \mathbb {T} }}是一个（局部）下鞅，那么存在唯一的（局部）鞅{\displaystyle M=\left(M_{t}\right)_{t\in \mathbb {T} }}和单增的局部可积的可预测过程{\displaystyle A=\left(A_{t}\right)_{t\in \mathbb {T} }}，使得
{\displaystyle X(t)=X(0)+M(t)+A(t).}:190
举例来说，设 {\displaystyle B=\left(B_{t}\right)_{t\in \mathbb {T} }} 是一个标准布朗运动过程，那么过程 {\displaystyle \left(B_{t}^{2}\right)_{t\in \mathbb {T} }} 就是一个下鞅，对应的分解是{\displaystyle M(t)=B_{t}^{2}-t}和{\displaystyle A(t)=t}:§8.3.